# Liste von Schiffen mit dem Namen Königstein
Königstein ist mehrfach als Name von Schiffen genutzt worden bzw. wird als solcher genutzt.

## Schiffsliste
| Bezeichnung | Schiffsart                  | Klasse / Typ                            | Baujahr | Bauwerft               | Eigner                                                | Dienstzeit | Verbleib          | Bild |
| ----------- | --------------------------- | --------------------------------------- | ------- | ---------------------- | ----------------------------------------------------- | ---------- | ----------------- | ---- |
| Königstein  | Raddampfer/Glattdeckdampfer |                                         | 1889    | Werft Blasewitz        | Sächsisch-Böhmische Dampfschiffahrts-Gesellschaft     | 1889–1920  | unbekannt         |      |
| Königstein  | Raddampfer                  |                                         | 1892    | Werft Blasewitz        | Sächsisch–Böhmische Dampfschiffahrts-Gesellschaft     | 1892–1972  | Schiffsrestaurant |      |
| Königstein  | Passagier–und Frachtschiff  |                                         | 1907    | Swan Hunter            | Shaw, Savill & Albion Steamship Company               | 1907–1942  | versenkt          |      |
| Königstein  | Raddampfer                  |                                         | 1915    | Schiffswerft Laubegast | Sächsisch–Böhmische Dampfschiffahrts–Gesellschaft     | 1915–1946  | unbekannt         |      |
| Königstein  | Motorgüterschiff            | Typ Boizenburg-I Projekt Typ – GPM 2740 | 1961    | Elbewerft Boizenburg   | VEB Binnenreederei / DBR – GmbH / Odra Lloyd Szczecin | in Fahrt   |                   |      |
| Königstein  | Kabinenfahrgastschiff       |                                         | 1992    | Arminiuswerft          | Favorit Reisen GmbH, Heilbronn                        | in Fahrt   |                   |      |